# Sœurs récollectines
Les sœurs récollectines ou pénitentes-récollectines sont des religieuses d'une congrégation fondée en 1634. Dérivant probablement de congrégations médiévales de l'ordre franciscain rassemblant des sœurs dévotes, cette congrégation est issue d’une réforme ecclésiastique menés par Pierre Marchant et Jeanne Baptiste de Neerinck (1576-1648). 
Les couvents des pénitentes-récollectines étaient présents en Belgique, dans le nord de la France et en Hollande.

## Pierre Marchant et Jeanne Baptiste de Neerinck
Dans la première moitié du XVIIe siècle, le renouveau spirituel initié par la Contre-Réforme engendre la fondation de nouveaux ordres dit contemplatifs. Le moine ou la religieuse doit consacrer sa vie entière à Dieu dans un site clos. Le provincial Pierre Marchant (1585-1661) reprend l’idée d’imposer à nouveau la clôture aux sœurs grises de Saint-Jacques à Gand. Né à Couvin, Marchant a accumulé de nombreuses fonctions au sein du clergé avant de s’occuper de la réforme des monastères en Flandre. Après avoir étudié à Namur et à Louvain, il est ordonné prêtre en 1609, puis lecteur de philosophie à Nivelles et ensuite de théologie à Ypres. À partir de 1618, il est nommé gardien à Gand pour réformer le couvent des sœurs grises de Saint-Jacques. C’est là qu’il rencontre Jeanne Baptiste de Neerinck (1576-1648).
Jeanne Baptiste (Johanna) de Neerinck (ou Neyrinck) est née à Gand le 3 août 1576. Son père occupe le poste de maître des finances de la ville. Elle entre au couvent des sœurs grises de Saint-Jacques en 1604 à l’âge de 28 ans, attirée par la solitude et le recueillement. Élue supérieure en 1619, elle aspire, tout comme Pierre Marchant, à une vie plus contemplative. Pour cela, elle veut imposer la stricte clôture. Les sœurs de Saint-Jacques et la municipalité de Gand refusent. Le 16 septembre 1623, Jeanne et quatre sœurs unies à sa cause quittent Gand pour s’installer à Limbourg. Elles sont accompagnées de Pierre Marchant.

## La fondation

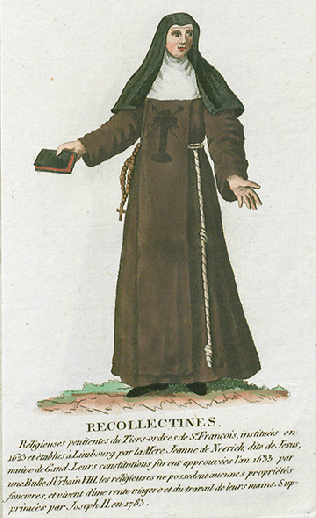
Costume d'une récollectine

A Limbourg, c’est Pierre Marchant qui aide Jeanne-Baptiste à s’installer dans un nouveau couvent et met en place la nouvelle règle conventuelle. Le 9 novembre, il impose le nouvel habit : une robe de laine brune, un ceinture de corde et un scapulaire orné de la croix de la Passion. Puis, il baptise les religieuses d’un nouveau nom de religion. C’est à ce moment-là que Jeanne Baptiste est renommée Jeanne de Jésus.
Le 7 novembre 1624, Pierre Marchant signe les premières constitutions qui sont approuvées dans les mêmes termes par le pape Urbain VIII le 15 juillet 1634, où il est question d’une maison de pénitentes réformées. La congrégation des pénitentes-récollectines de Limbourg est née.

## L'expansion de la congrégation
La congrégation de Limbourg est succès. Sur les conseils de Pierre Marchant, devenu en 1624 commissaire apostolique de Flandre et de Saint-André, Jeanne de Jésus quitte Limbourg en compagnie de 5 professes pour fonder un nouveau couvent à Philippeville. Elle y reste onze ans en tant que supérieure. Puis, elle se rend à Gand où elle fait adopter la réforme au couvent des tertiaires de Saint-Pierre. En septembre 1629, elle fonde une nouvelle communauté à Fontaine-l’Évêque. 
Jeanne de Jésus meurt à Limbourg le 26 août 1648 à l’âge de 72 ans. La nouvelle congrégation compte alors 16 couvents, 7 fondations et 9 couvents de sœurs grises de Saint-François, qui adoptent la réforme. Parmi ceux-ci : Gand Saint-Pierre et Valenciennes en 1627, Nieuport 1629, Furnes en 1639, Braine-le-Comte en 1640, Bruges, Hondschoote, Audenarde et Namur en 1644.
Après le décès de Jeanne de Jésus, Pierre Marchant poursuit son action réformatrice jusqu’à son décès survenu en 1661, il a notamment fondé un couvent de récollectines dans sa ville natale de Couvin en 1633. Il a occupé diverses fonctions dont celui de commissaire général de la nation germano-belge de 1639 à 1651.
Au début du XVIIIe siècle, la congrégation des pénitentes récollectines de Limbourg compte 36 couvents dont 19 sont des couvents de sœurs grises réformées.